# 卡克罗斯机场
卡克罗斯机场（英語：Carcross Airport）是位于加拿大育空地区卡克罗斯的机场，由育空地区政府运营。机场的砾石跑道的长度为2,200英尺（671米）。机场处在海拔2,161英尺（659米）的高度，位于塔吉什湖的湖畔。